# Indeks oscylacji południowej
Indeks oscylacji południowej (ang. Southern Oscillation Index, w skrócie SOI) jest wyliczany z różnic ciśnień atmosferycznych miesięcznych lub sezonowych pomiędzy wyspami Tahiti a Darwin (Australia) według wzoru:
{\displaystyle SOI=10{\frac {P_{d}-P_{ds}}{OS}},}
gdzie:
{\displaystyle P_{d}} – różnica średniego miesięcznego ciśnienia na Tahiti i na wyspach Darwina {\displaystyle (P_{t}-P_{dar}),}
{\displaystyle P_{ds}} – długoczasowa średnia arytmetyczna dla miesiąca, dla którego się oblicza SOI,
{\displaystyle OS} – długoczasowe odchylenie standardowe Pds dla miesiąca, dla którego się oblicza SOI.
Ujemny wskaźnik SOI wskazuje na występowanie El Niño, który ma wpływ na globalny klimat. El Niño powoduje wzrost ocieplenia centralnego i wschodniego Pacyfiku, zmniejszenie siły stałych wiatrów oceanicznych Atlantyku oraz spadek opadów we wschodniej i północnej Australii.
Dodatni wskaźnik SOI ma przeciwny wpływ niż ujemny wskaźnik SOI, dodatkowo wody centralnego i wschodniego Pacyfiku są chłodniejsze.

## Oscylacja południowa
Nazwa oscylacja południowa (ang. Southern Oscillation) została wprowadzona przez Gilberta Walkera, który studiował monsun indyjski w latach dwudziestych i trzydziestych XX wieku. Zauważył, z pomiarów na stacjach na Oceanie Indyjskim i Pacyfiku, że ciśnienia są przeciwnie skorelowane (np. wzrost ciśnienia na południowym Oceanie Indyjskim jest związany ze spadkiem ciśnienia na Pacyfiku). Następnie pokazano, że zasięg oscylacji południowej może być globalny. Obecnie oscylacja południowa jest często łączona z El Niño i opisywana skrótem ENSO (ang. El Niño Southern Oscillation). ENSO opisuje cykl zjawisk El Niño – La Niña, normalnie kojarzonych z propagacją pomiędzy zachodnim i wschodnim tropikalnym Pacyfikiem, ale mających wpływ, poprzez telekonekcje, także z pogodą daleko na południe i na północ od równika.